# Dynasty (téléfilm, 1976)
Pour les articles homonymes, voir Dynasty.
Dynasty est un téléfilm américain réalisé par Lee Philips, diffusé en 1976.

## Synopsis
Au début du XIXème siècle, Une famille de pionniers cherche à faire fortune proche de la frontière de l'Ohio.

## Fiche technique
- Titre original : Dynasty
- Réalisation : Lee Philips
- Scénario : Sidney Carroll
- Production : David Frost, Buck Houghton
- Musique : Gil Melle
- Photographie : William Cronjager
- Montage : George Jay Nicholson
- Décors : Perry Ferguson II
- Costumes : Burton Miller
- Pays d'origine : États-Unis
- Format : Couleurs - 1,33:1 - Mono - 35 mm
- Genre : Drame
- Durée : 100 minutes
- Date de sortie : 13 mars 1976

## Distribution
- Sarah Miles : Jennifer Blackwood
- Stacy Keach : Matt Blackwood
- Harris Yulin : John Blackwood
- Harrison Ford : Mark Blackwood
- Amy Irving : Amanda Blackwood
- Granville Van Dusen : Creed Vauclose
- Charles Weldon : Sam Adams
- Gerrit Graham : Carver Blackwood